# Saxo Finia

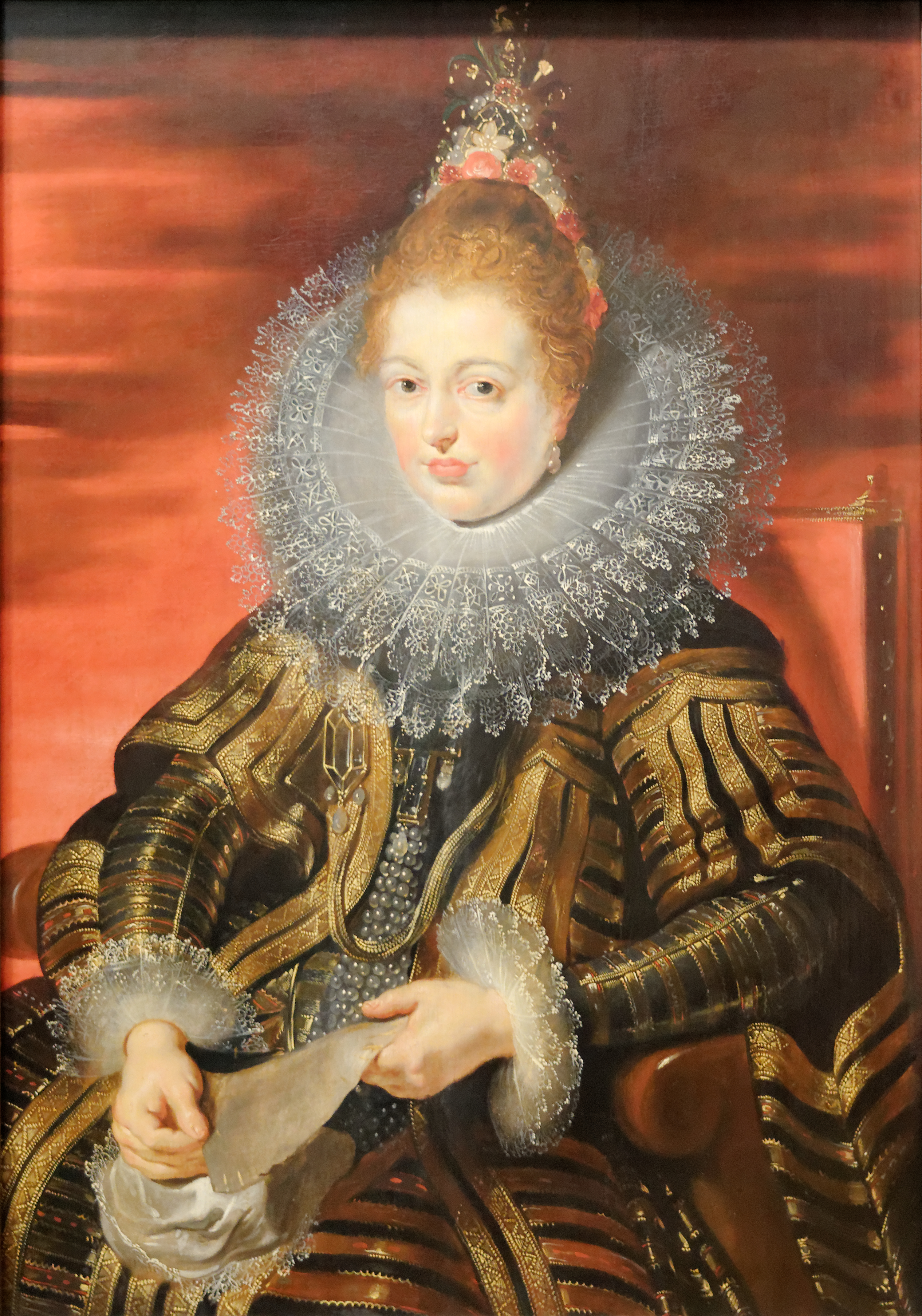
Saxo Finia stond in de gratie bij landvoogdes Isabella van de Spaanse Nederlanden.

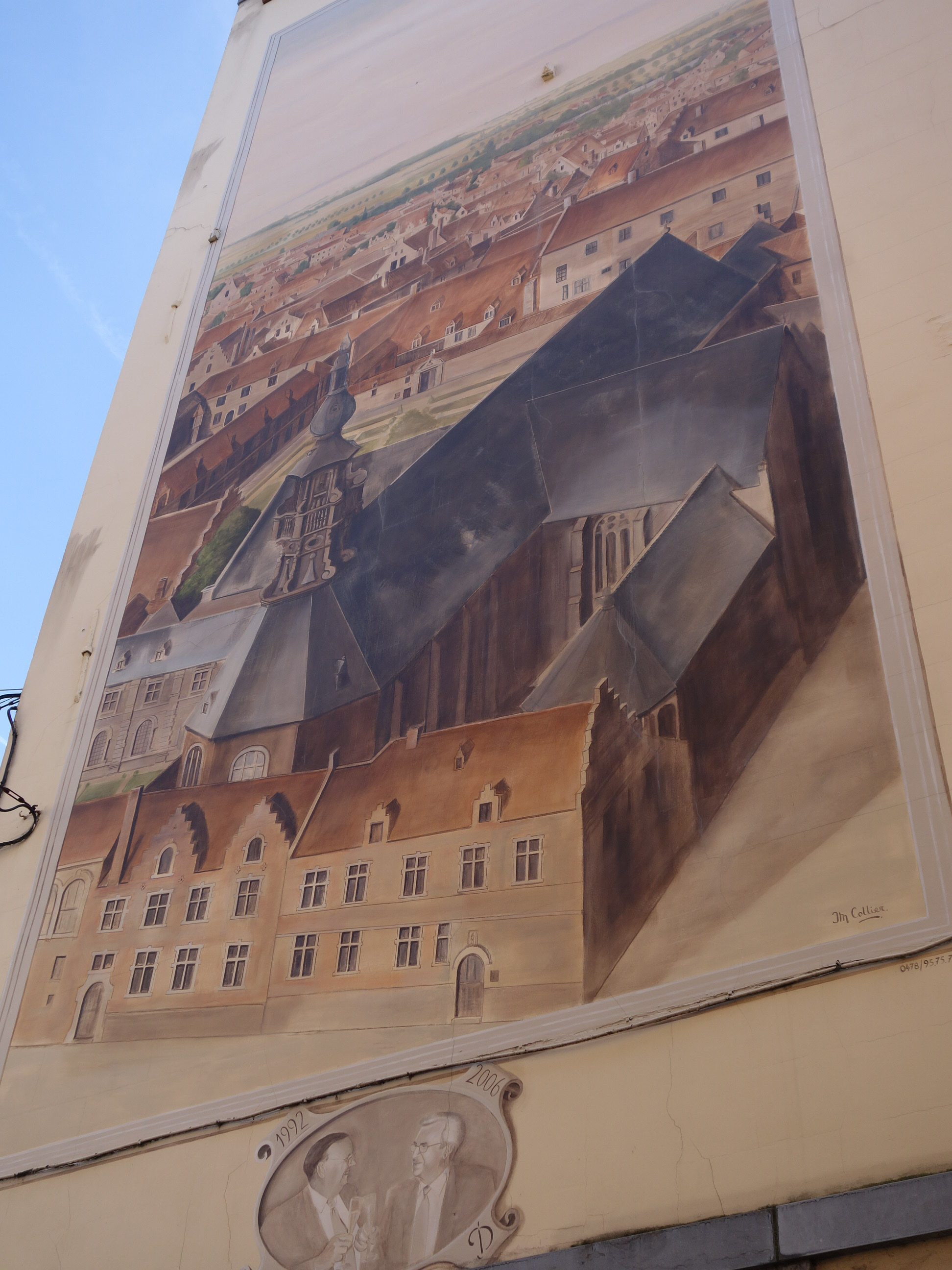
Voormalig karmelietenklooster in Brussel, waar Saxo Finia begraven lag.

Saxo Finia of van Finia (Spaanse Nederlanden, circa 1580 – Brussel, 27 april 1664) was secretaris zowel van de Raad van State als van de Geheime Raad in de Spaanse Nederlanden.

## Levensloop
Zijn geboorte moet rond 1580 gesitueerd worden in de Spaanse Nederlanden. De familie Finia was van Friese afkomst en werkte in dienst van de Habsburgse vorsten in de Zuidelijke Nederlanden.
Finia werd klerk van Philippe Prats in 1609. Prats was secretaris van zowel de Raad van State als van de Geheime Raad. Zo'n combinatie van twee secretaris-ambten hield Finia heel zijn leven voor ogen als voorbeeld. Finia sprak Nederlands, Frans en Spaans. Als klerk van Prats had Finia de taak de geheime berichten van de aartshertogen Albrecht en Isabella op te stellen en, omgekeerd, te decoderen in brieven van Habsburgse ambassadeurs en spionnen uit heel Europa. Met het geld dat Finia verdiende, studeerde hij in Dowaai. In 1617 verkreeg hij het diploma van licentiaat in de rechten. In hetzelfde jaar 1617 stierf zijn baas Philippe Prats. Finia bleef achter zonder inkomen. De aartshertogen schoven Finia onmiddellijk een jaarlijkse rente toe. Finia werd een rentenier op kosten van de staat. De reden voor de staatsrente was volgens de aartshertogen het feit dat de voorouders van Finia Friesland verlaten hadden om zich in dienst te stellen van God en zijn prinsen, lees: van de Roomse landvoogden der Spaanse Nederlanden.
In 1619 huwde hij met Anne du May, afkomstig uit Franche-Comté, een graafschap in handen van de Habsburgers. De schoonfamilie du May was al een 3-tal generaties in dienst van de Habsburgers. Via de relaties van zijn schoonfamilie geraakte Finia opnieuw aan werk. Hij werd klerk van Charles della Faille, secretaris van de Raad van State. Zijn jaarlijkse rentes werden stop gezet en de klerk Finia kreeg een officieel inkomen. Met steun van aartshertogin Isabella lukte het Finia benoemd te worden tot secretaris in die andere raad, de Geheime Raad. Hiertoe gaf Filips IV, koning van Spanje, zijn toestemming (1625).
Het hoogtepunt van de carrière van Finia waren de vele jaren dat hij secretaris was zowel van de Geheime Raad (1625-1654) als van de Raad van State (1638-1664). Beide instellingen in Brussel hadden evenwel in de 17e eeuw aan macht ingeboet, in vergelijking met de 16e eeuw. De reden was dat Madrid rechtstreeks besliste voor de Spaanse Nederlanden. De Koninklijke en Hoge Raad der Nederlanden met zetel in Madrid, trok immers meer en meer macht naar zich toe in de 17e eeuw. In de tijd van Finia was Pierre Roose dertig jaar lang de voorzitter van de Geheime Raad. Door de secretaris-ambten te combineren in de beide raden, kon Finia toch nog een duidelijke rol spelen in Brussel. Zo behandelde hij mee de toekenningen van kerkelijke ambten en prebenden; hij regelde de contacten met generaals van het Rooms-Duitse rijk en met het prinsbisdom Luik (ook in het Rooms-Duitse Rijk). Ten slotte bleef Finia de persoon bij uitstek voor alle geheime correspondentie. Finia slaagde erin de geheime sleutel te vinden in onderschepte brieven van kardinaal de Richelieu en van stadhouder Willem II van Oranje. Beide personen hadden de Spaanse Nederlanden immers als gemeenschappelijke vijand in de Tachtigjarige Oorlog.
Finia werd begraven in de kerk van de geschoeide karmelieten in Brussel (1664). Deze kerk bestaat vandaag niet meer.